# Volkswagen ID. Buggy
Volkswagen ID. Buggy — концепт пляжного багги, работающего на электричестве, представленный немецким производителем автомобилей Volkswagen на Женевском ежегодном автосалоне в 2019 году.

## Технические характеристики
Концепция автомобиля построена с применением платформы MEB от Volkswagen для электромобилей. Используется литий-ионный аккумулятор с ёмкостью 62 кВт⋅ч, два осевых двигателя с общей мощностью в 201 лошадиных сил. 

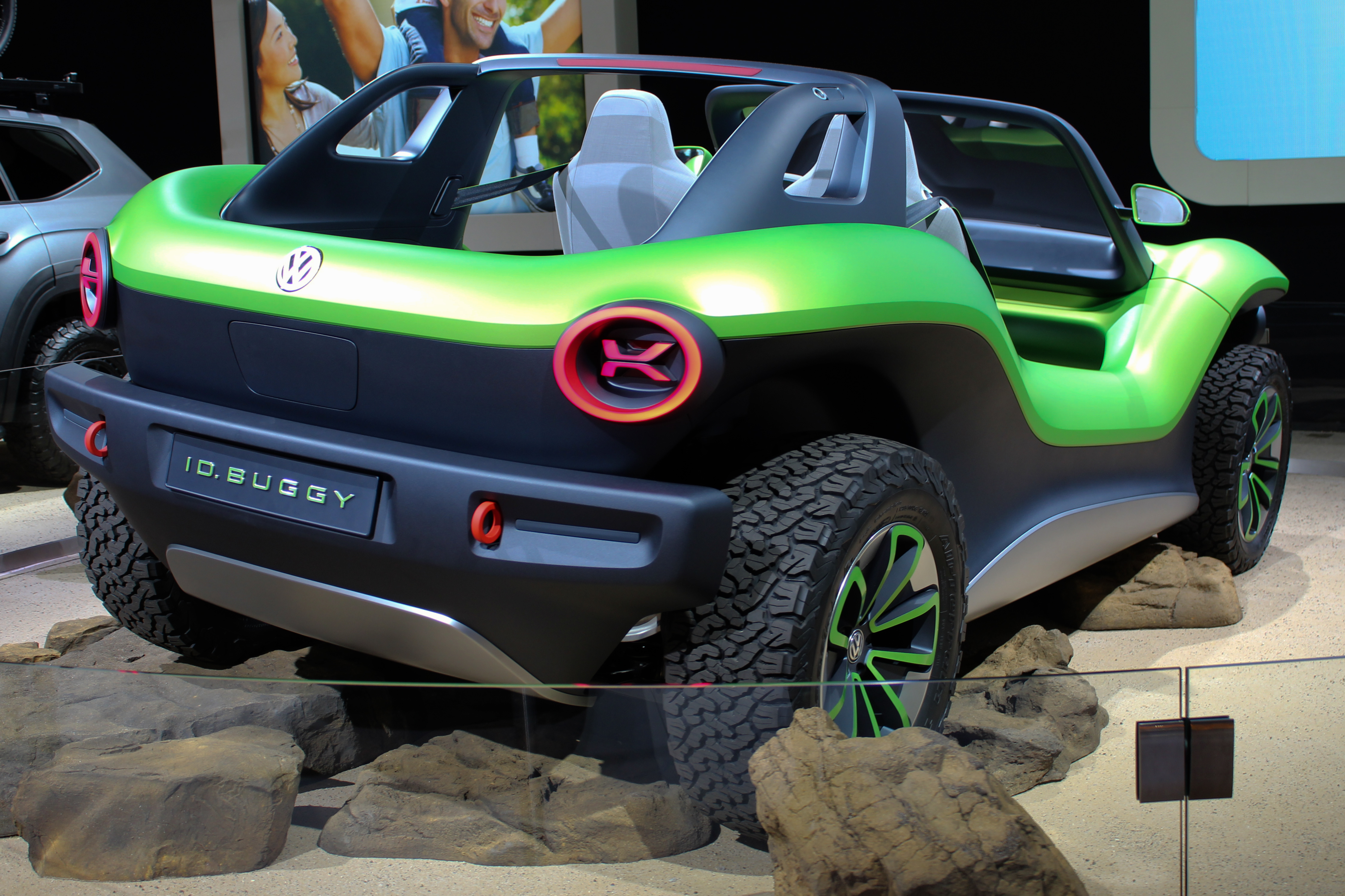
Volkswagen ID. Buggy на Нью-Йоркском международном автосалоне 2019 (вид сзади)

Запас хода на одной зарядке равен 250 км в новом цикле WLTP. Разгон автомобиля до 100 км/ч происходит за 7,2 секунды. Максимальный разгон ограничен на уровне 160 км/ч.

## Экстерьер и интерьер

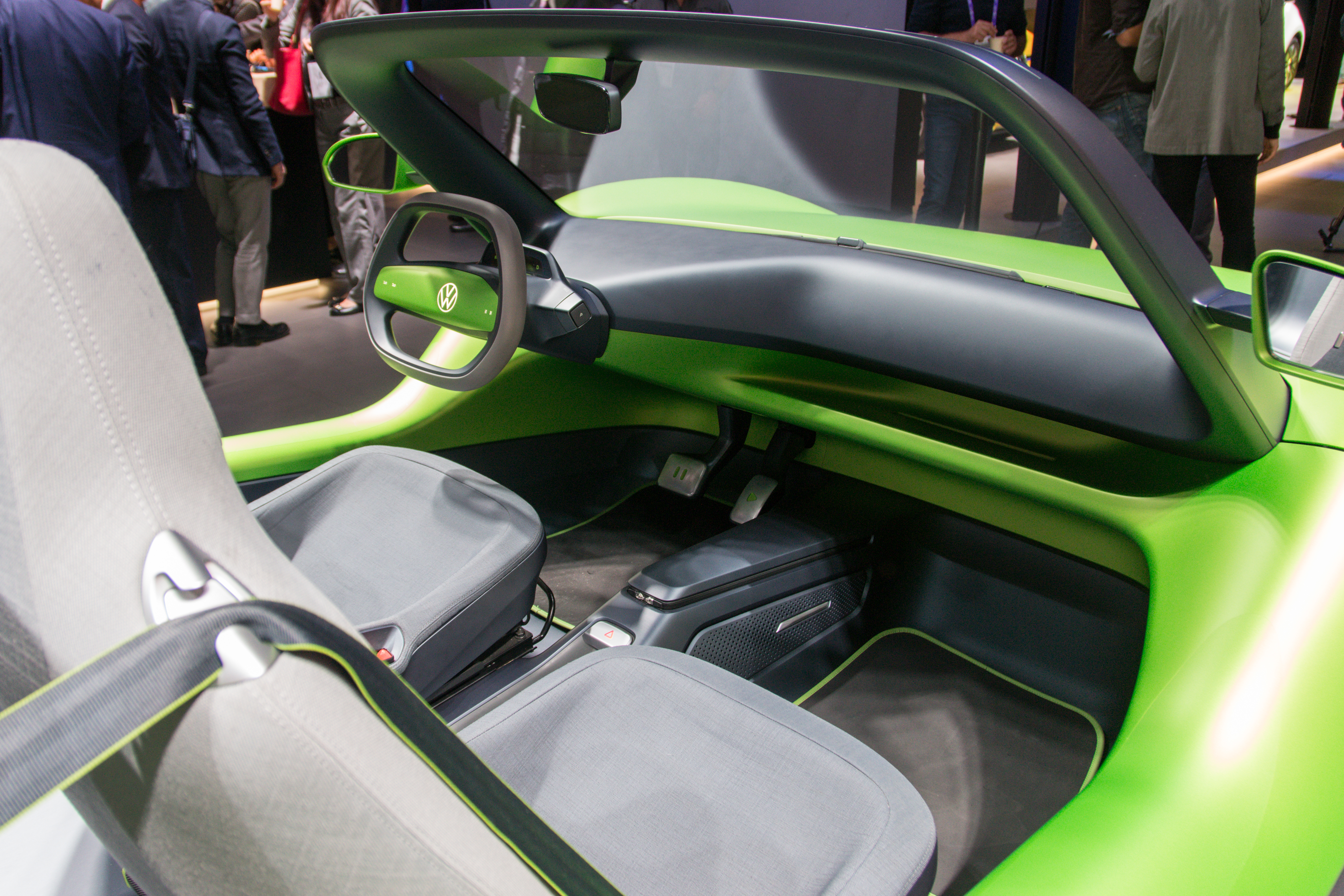
Салон ID. Buggy.

Предназначается для пляжей. Корпус отделан водостойкой зелёной краской с добавлением папоротника. Используются 18-дюймовые диски с шинами BF Goodrich All-Terrain TA, два стальных буксировочных крюка на переднем и заднем бамперах на случай, если автомобиль застрянет в песке. Кузов багги, сделан из алюминия, стали и пластика.
Имеется два сиденья. Сам автомобиль является водонепроницаемым, так как отсутствуют привычные крыша и двери.